# Magicka: Wizard Wars
Magickaː Wizard Wars est un jeu vidéo sorti en 2013. Ce jeu est inspiré du concept original du jeu Magicka. La principale différence est le fait que ce soit une arène multijoueur qui est poussée en avant.
Les serveurs du jeu ont été arrêtés en 2016.